# Gary Hocking
Gary Stuart Hocking (Wales, Caerleon, 1937. szeptember 30. – Dél-afrikai Köztársaság, Durban, 1962. december 21.) rodéziai gyorsasági motor- és autóversenyző, kétszeres gyorsasági motor világbajnok.
Walesben született, de az afrikai Rodéziában, azaz a mai Zimbabwében nőtt fel.

## Pályafutása

### Motorversenyzőként
A fiatalkorában motorversenyzéssel kísérletező Hocking 21 esztendősen tért vissza Európa, ahol azonnal berobbant az élmezőnybe, mindenekelőtt egy nüburgringi harmadik hellyel hívva fel magára a figyelmet.
A következő szezonban már a legjobbak közé tartozott, 1960-ban pedig három ezüstérmet szerzett, hiszen a 125-ösök, a 250-esek és a 350-esek mezőnyében is a második helyen zárt, előbbi kettőben Carlo Ubbiali, míg utóbbiban John Surtees mögött. Utóbbi visszavonulását követően 1961-ben már ő volt az MV Augusta első számú pilótája, s végül 4, illetve 7 futamgyőzelemmel a 350 köbcentisek és az 500 köbcentisek világbajnoki címe is az övé lett.
Hocking az 1962-es idényt is csúcsformában kezdte, hiszen győzni tudott az Isle of Man TT-n, ám a sikert követő napon bejelentette, hogy visszavonul a motorsporttól. A döntést a TT során bekövetkező tragédiák indokolták, abban az évben a Man-sziget négy áldozatot szedett, köztük Hocking közeli barátja, Tom Phillis is életét vesztette.

### Autóversenyzőként
A versenyzéstől viszont nem vonult vissza az ekkor 24 esztendős pilóta, s hamarosan már négy keréken igyekezett betörni a legjobbak közé. A lehetőséget a legendás Stirling Moss súlyos sérülése adta meg neki, hiszen ő került a négyszeres vb-ezüstérmes helyére Rob Walker csapatában. Formula–1-es karrierjét az 1962 augusztusában rendezett Dán Nagydíjon kezdte meg, míg világbajnoki bemutatkozására a karácsony és újév közt rendezett Dél-afrikai GP-n került volna sor.
Sajnos Hocking ezt már nem érhette meg, hiszen nyolc nappal korábban életét vesztette a durbani Natal GP egyik edzésén. Lotusa elhagyta a pályát, s egy nemrég kidőlt fa tönkjének csapódott. A hatalmas ütközés kettétörte az autót, Hocking pedig súlyos fejsérüléseket szenvedett, melyekbe nem sokkal később, a kórházba szállítás közben belehalt.

## Teljes MotoGP-eredménylistája
| Pozíció | 1 | 2 | 3 | 4 | 5 | 6 |
| Pont    | 8 | 6 | 4 | 3 | 2 | 1 |

| Év   | Kategória | Csapat    | 1     | 2      | 3     | 4      | 5     | 6     | 7     | 8     | 9     | 10    | 11    | Pont | Helyezés | Győzelmek |
| ---- | --------- | --------- | ----- | ------ | ----- | ------ | ----- | ----- | ----- | ----- | ----- | ----- | ----- | ---- | -------- | --------- |
| 1958 | 500cc     | Norton    | IOM - | NED 6  | BEL - | GER 3  | SWE 4 | ULS - | NAT - |       |       |       |       | 8    | 6.       | 0         |
| 1959 | 125cc     | MZ        |       | IOM -  | GER - | NED -  | BEL - | SWE - | ULS 2 |       |       |       |       | 7    | 9.       | 0         |
| 1959 | 125cc     | MV Agusta |       |        |       |        |       |       |       | NAT 6 |       |       |       | 7    | 9.       | 0         |
| 1959 | 250cc     | MZ        |       | IOM -  | GER - | NED -  | BEL - | SWE 1 | ULS 1 | NAT - |       |       |       | 16   | 2.       | 2         |
| 1959 | 350cc     | Norton    | FRA 2 | IOM 12 | GER 2 |        |       | SWE - | ULS - | NAT - |       |       |       | 12   | 4.       | 0         |
| 1959 | 500cc     | Norton    | FRA 3 | IOM -  | GER - | NED -  | BEL 2 |       | ULS - | NAT - |       |       |       | 10   | 5.       | 0         |
| 1960 | 125cc     | MV Agusta |       | IOM 2  | NED 2 | BEL 5  |       | ULS 2 | NAT 5 |       |       |       |       | 18   | 2.       | 0         |
| 1960 | 250cc     | MV Agusta |       | IOM 1  | NED 2 | BEL 2  | GER 1 | ULS - | NAT - |       |       |       |       | 28   | 2.       | 2         |
| 1960 | 350cc     | MV Agusta | FRA 1 | IOM -  | NED 2 |        |       | ULS - | NAT 1 |       |       |       |       | 22   | 2.       | 2         |
| 1961 | 250cc     | MV Agusta | ESP 1 | GER -  | FRA - | IOM NC | NED - | BEL - | DDR - | ULS - | NAT - | SWE - | ARG - | 8    | 8.       | 1         |
| 1961 | 350cc     | MV Agusta |       | GER -  |       | IOM 2  | NED 1 |       | DDR 1 | ULS 1 | NAT 1 | SWE - |       | 32   | 1.       | 4         |
| 1961 | 500cc     | MV Agusta |       | GER 1  | FRA 1 | IOM NC | NED 1 | BEL 1 | DDR 1 | ULS 1 | NAT - | SWE 1 | ARG - | 48   | 1.       | 7         |
| 1962 | 350cc     | MV Agusta | IOM 2 | NED -  |       | ULS -  | DDR - | NAT - | FIN - |       |       |       |       | 6    | 8.       | 0         |
| 1962 | 500cc     | MV Agusta | IOM 1 | NED -  | BEL - | ULS -  | DDR - | NAT - | FIN - | ARG - |       |       |       | 8    | 5.       | 1         |

### Teljes Formula–1-es eredménylistája
(Táblázat értelmezése)

(Félkövér: pole-pozícióból indult; dőlt: leggyorsabb kört futott) 

| Év   | Csapat                    | Modell      | Motor     | 1   | 2   | 3   | 4   | 5   | 6   | 7   | 8   | 9      | Helyezés | Pont |
| ---- | ------------------------- | ----------- | --------- | --- | --- | --- | --- | --- | --- | --- | --- | ------ | -------- | ---- |
| 1962 | R.R.C. Walker Racing Team | Lotus 18/21 | Climax V8 | NED | MON | BEL | FRA | GBR | GER | ITA | USA | RSA Vi | -        | -    |